# Palazzo Borghini
Palazzo Borghini, o Gherardi-Morelli, è un edificio di Firenze, situato in piazza Santa Croce 16-17-18, angolo Borgo Santa Croce 19.

## Storia

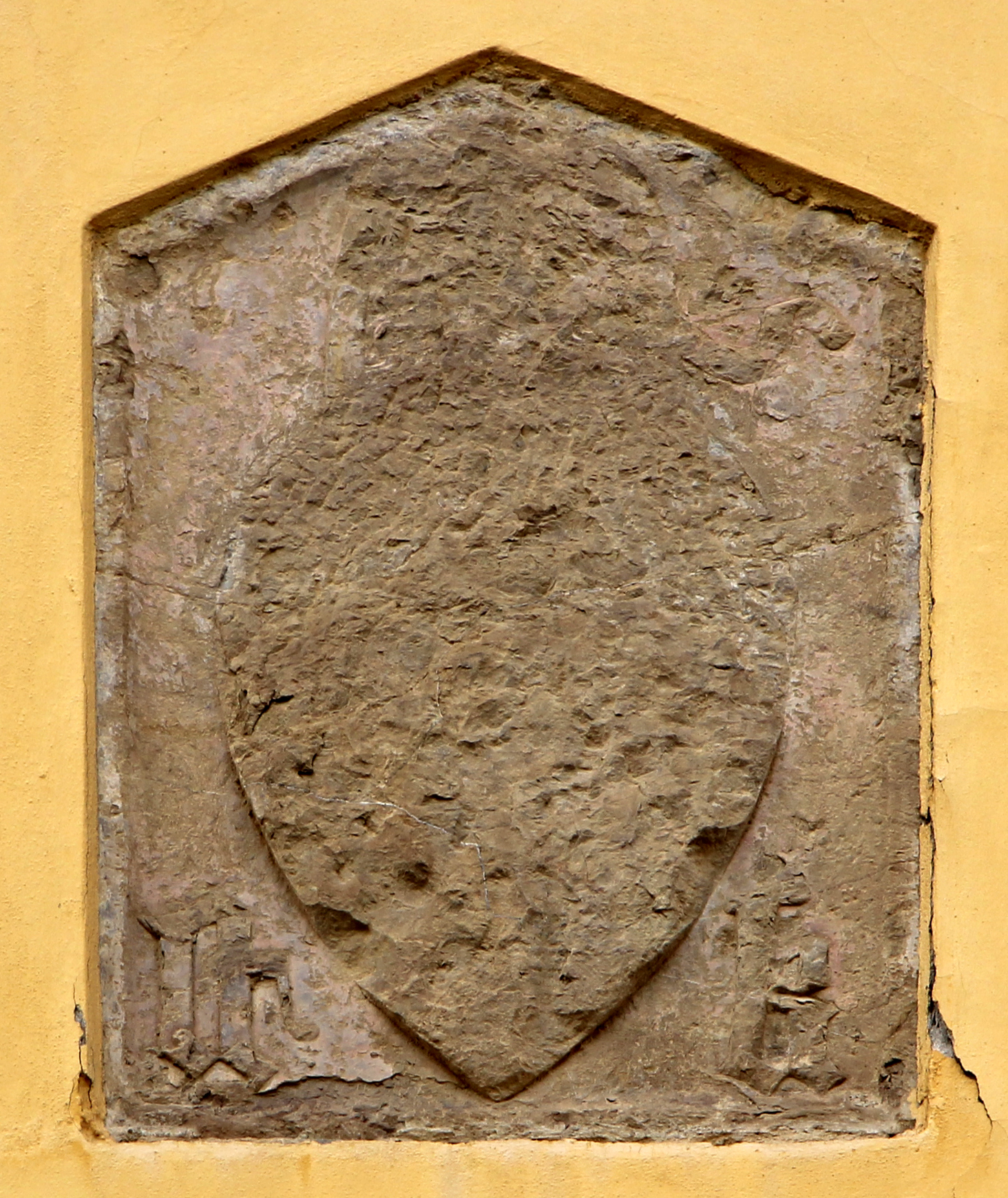
Lo stemma scalpellato con iniziali

Nella sua storia si contano proprietà dei Morelli, dei Borghini e dei Gherardi e tuttavia la letteratura lo ricorda essenzialmente in relazione all'acquisto fattone dal letterato Raffaello di Domenico Borghini nel 1552, per 950 fiorini, e per essere stato da questi abitato fino al 1558. 
La facciata sulla piazza è stata restaurata nel 1904. Dal 1960 è stato acquisito come sede scolastica dal Comune di Firenze.

## Descrizione

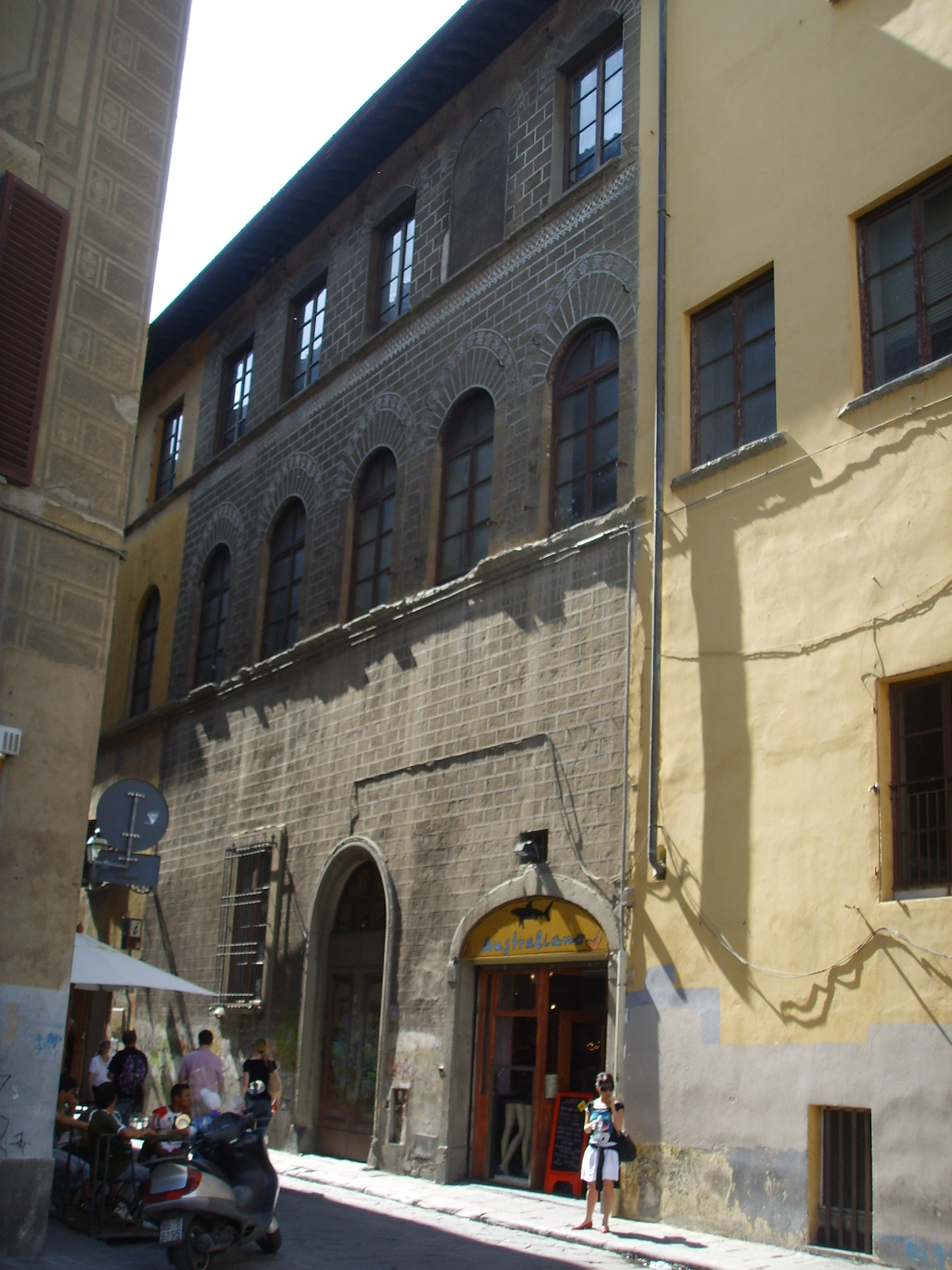
La facciata con graffiti in borgo Santa Croce

L'edificio, che presenta un prospetto di tutt'altro carattere su borgo Santa Croce, mostra sulla piazza una facciata su sporti, caratterizzata da un grazioso balcone e da un ampio portone a tutto sesto in pietra. Sul balcone, al centro, l'arme dei Morelli (di rosso, a due branche di leone decussate d'oro). Uno stemma scalpellato, probabilmente Borghini, si trova sulla cantonata; sebbene scalpellatyo si vedono le iniziali e tracce della decorazione di contorno trecentesca.
Sul Borgo Santa Coce il palazzo mostra una facciata con una decorazione graffita a finto mattonato di fattura novecentesca ma realizzata sulla base di un decoro più antico, che gli studiosi tendono a ricondurre al primo Quattrocento (tracce dell'originario graffito furono in effetti scoperte nel corso di un intervento di restauro documentato al 1938 e ampiamente integrate). Il prospetto, pur nella sua semplicità, bene si inserisce nello scorcio della via.